# 英灵 (Fate)

从者的全职介一览（更新至2021年），从左上至右下为：Saber、Lancer、Archer、Caster、Berserker、Rider、Assassin、Ruler、Avenger、Pretender、Voyager、Alterego、Mooncancer、Foreigner。

英灵，Fate系列的用语，也被称为“从者”，是历史人物、反英雄等具有伟业或成为信仰对象的人。在一般情况下，英灵会被世界召唤并成为保护人类的力量，而人类召唤的就是从者。该用语首次出现是在《Fate/Stay Night》中。

## 介绍
从者是指通过仪式召唤出神话或传说中或实际存在的英雄的灵魂“英灵”，并支配和使用它。召唤英灵时使用相关的“物品”对召唤有很大的帮助。通过将“物品”作为媒介，召唤的可能性就会大大增加。被召唤出来的从者们也有各自的愿望，这些愿望可以通过圣杯来实现。参与圣杯战争的从者一般情况下会有7种，分别为“Saber”、“Archer”、“Lancer”、“Rider”、“Caster”、“Berserker”和“Assassin”。分为哪种职介，这取决于英灵的故事和使用过的武器等，而某些英灵可能可以从多个职介中召唤。
从者本身并不是英雄本人，而是类似于复制其本体信息的存在。这些英雄包括国家统治者、在战斗或其他方面取得伟大成就的人等各种类型。除此之外，神灵在某些时候也能够被召唤，但多数附身于人类中成为亚从者或伪从者，如伊什塔尔和帕尔瓦蒂。在Fate系列中也可以召唤虚构人物，条件是知名度足够高。另外，从者能够变成实体和灵体。变成灵体后，就不再有物理干涉，可以减少御主的魔力消耗。
被召唤的每个从者都会有至少一个类似于必杀技的宝具。

## 额外職階
與一般職階不同，只有在特殊情況或作弊的情況會被召喚出來。
Avenger（也譯作“復仇者”）
不存在的第八職階，代表角色為 安格拉·曼纽。
Ruler（也譯作“裁定者”）
調停者，與其他職階不同，不參加聖杯戰爭，與聖堂教會德監督者類似，做為監督者來管理戰爭的過程，只在必要時才會介入。最具代表的角色為貞德。
Shielder（也譯作“盾兵”）
盾之英靈，以持盾的英雄為基礎召喚出來的英靈。
Alterego（也譯作“他人格”）
首次出現於Fate/EXTRA CCC，高等從者，是「英靈的某種面相或因子獨立化」後，成為另一個新個體。因為是過度著放大單一面相或因子，可能有凌駕原版的突破力可能性，相對地由於把其他部份都捨棄，也可能奔往極端的方向甚至帶來反作用，容易產生劣化或欠缺平衡性造成危險，最具代表的角色是櫻系列(サクラファイブ)。
MoonCancer（也譯作“月之癌）
如癌症般侵蝕月亮(Moon cell)的存在，代表的角色有BB與殺生院祈荒。
Foreigner（也譯作“降臨者”）
“從地球外降臨”的英靈，首次出現於Fate/EXTELLA LINK。
Voyager（也譯作“航海家”）
首次出現於Fate/Requiem。
Pretender（也译作“身披角色者”）
偽階，是“与世界为敌的冒充英灵”或“以欺騙群眾，依靠謊言成就偉業的英靈”。其中最具代表的角色为奧伯龍。
Saver（也译作“救世主”）
救世主的英靈，首次出現於Fate/EXTRA，代表的角色為覺者
Beast（也譯作“獸”）
被人類史所拒絕的大災害，與冠位對立的職介，代表角色為魔神王盖提亚。